# Belhaven
Belhaven – miasto w Stanach Zjednoczonych, w stanie Karolina Północna, w hrabstwie Beaufort.